# Manila Flamini
Manila Flamini (Velletri, 18 settembre 1987) è una nuotatrice artistica italiana, campionessa del mondo a Budapest nel 2017 e prima medaglia d'oro della storia per il nuoto sincronizzato italiano insieme a Giorgio Minisini.

## Carriera
Agli Europei 2006 di Budapest ha vinto il bronzo nella prova a squadre e nel combinato, mentre agli Europei 2008 di Eindhoven ha vinto le sue prime medaglie d'argento nella prova a squadre e nel combinato. A partire dal 2009 diventa capitano della nazionale italiana di nuoto sincronizzato.
Ai Mondiali 2015 di Kazan' ha vinto il bronzo nell'edizione inaugurale del programma tecnico del duo misto insieme con Giorgio Minisini. Con lo stesso Minisini ha poi vinto l'argento nella stessa specialità ai Campionati europei di nuoto 2016, ed ha ottenuto un altro secondo posto nel programma libero della gara a squadre. 
Alle Olimpiadi di Rio de Janeiro 2016 si piazza al 5º posto con la squadra italiana. 
Ai Mondiali 2017 ha vinto uno storico oro nel programma tecnico del duo misto in coppia con Giorgio Minisini. Battendo la Russia, cosa che non era mai riuscita a nessuno.
Il 21 dicembre 2017 ha ricevuto il Premio CILD per le libertà civili.
Terminati i Mondiali di Gwangju 2019, in cui ha vinto due medaglie d'argento nel duo misto insieme a Minisini, ha annunciato il suo ritiro dall'attività agonistica esprimendo il proprio desiderio di diventare madre.

## Palmarès

### Mondiali
Duo misto tecnico
- Oro a Budapest 2017 nel duo misto tecnico.
- Argento a Gwangju 2019 nel duo misto tecnico.
- Argento a Gwangju 2019 nel duo misto libero.
- Bronzo a Kazan' 2015 nel duo misto tecnico.

### Europei
Combinato
- Bronzo a Budapest 2006.
- Argento a Eindhoven 2008.
- Bronzo a Eindhoven 2012.
- Bronzo a Berlino 2014.
- Bronzo a Londra 2016.

Duo misto
- Argento a Londra 2016.
- Argento a Glasgow 2018 (programma tecnico).
- Argento a Glasgow 2018 (programma libero).

A squadre
- Bronzo a Budapest 2006.
- Argento a Eindhoven 2008.
- Bronzo a Eindhoven 2012.
- Bronzo a Londra 2016 (programma tecnico).
- Argento a Londra 2016 (programma libero).